# Камуны

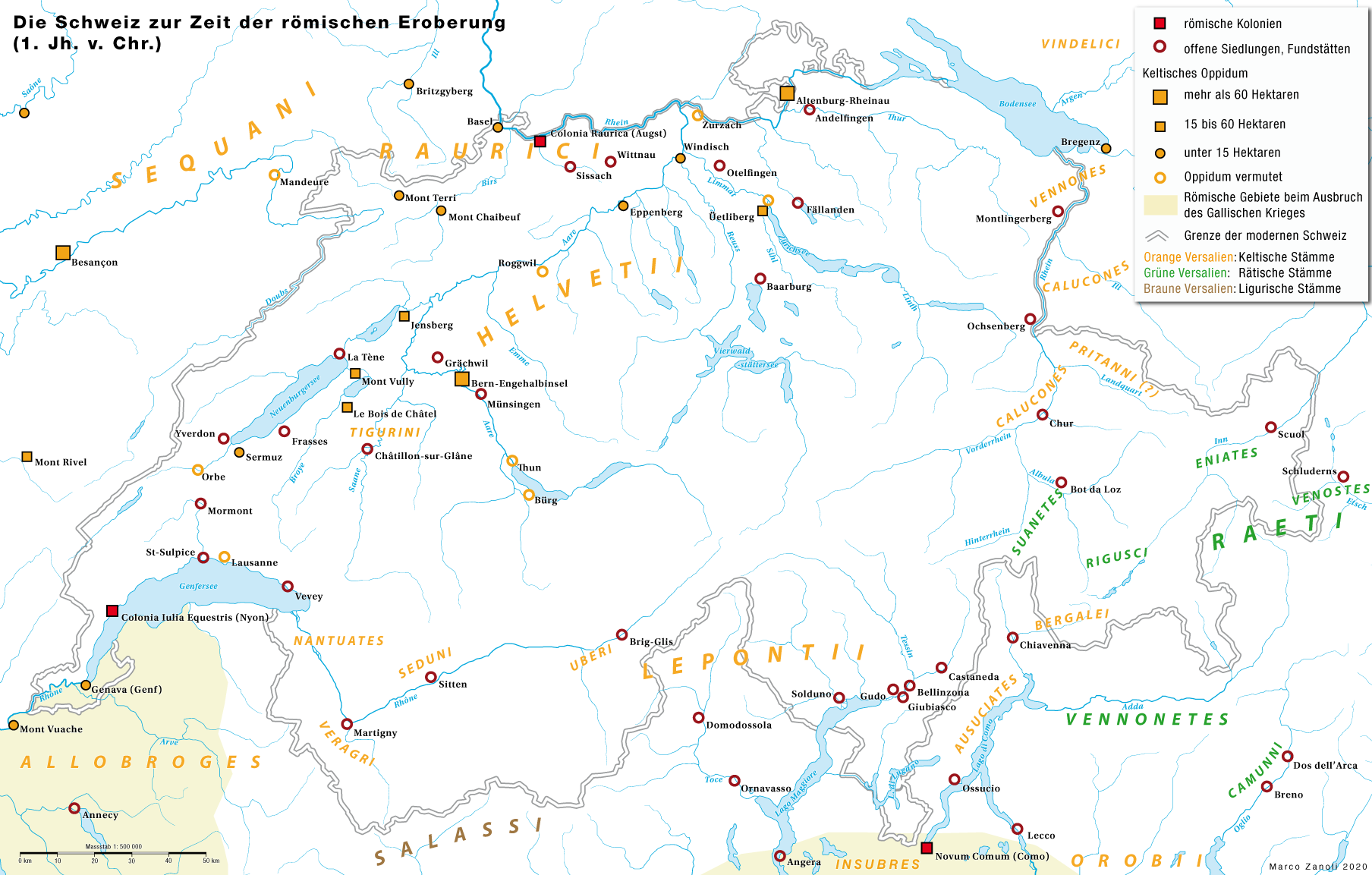
Территория сегодняшней Швейцарии во времена римского завоевания в I веке до нашей эры.

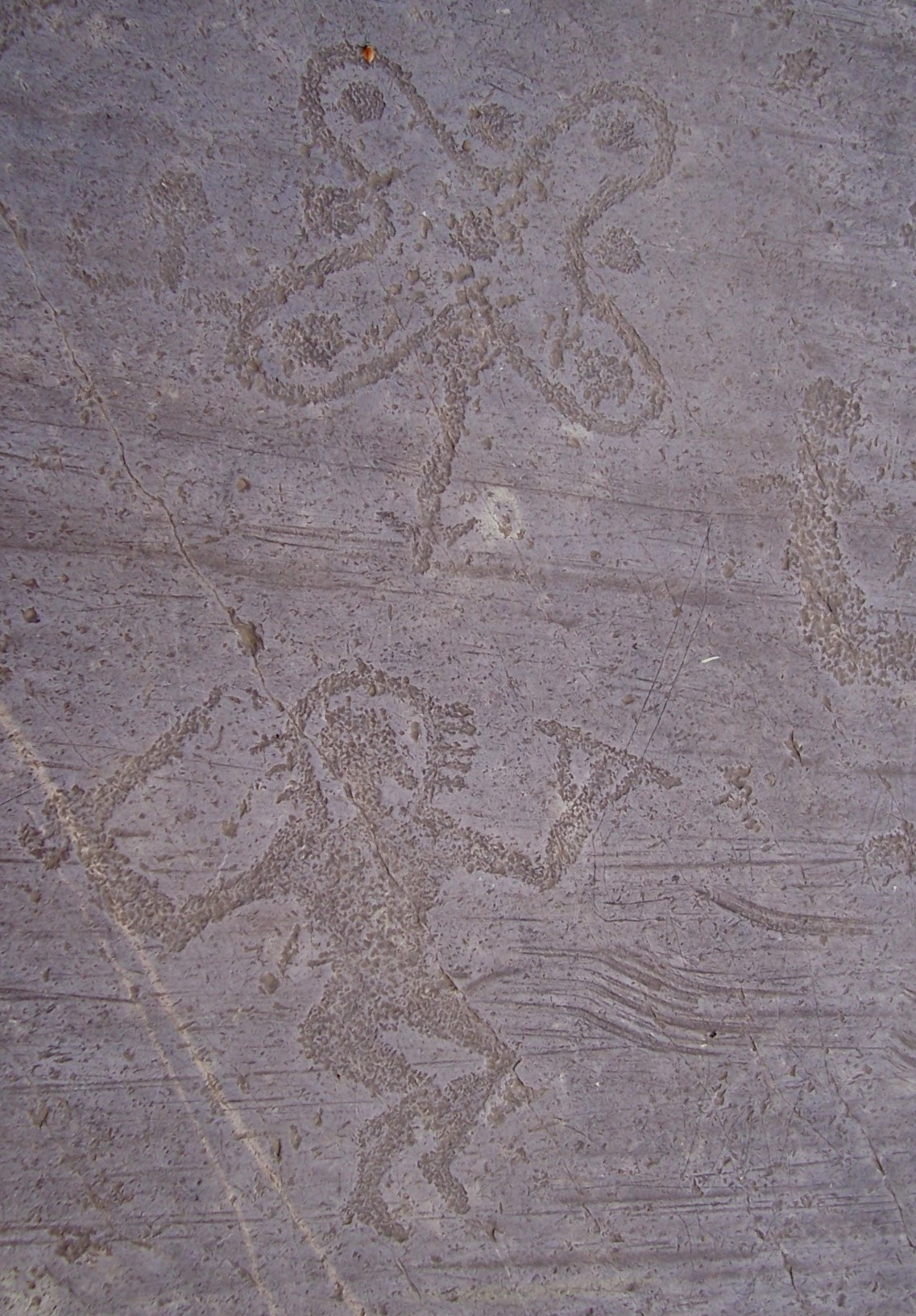
Наскальные рисунки долины Камоника, «камунская роза».

Камуны — древний народ, происхождение которого точно не установлено (Плиний Старший их относит к эвганеям, а Страбон — к ретам), осевший в долине Камоника (досл. Долина Камунов).
Культура древних камунов, занимавшихся преимущественно охотой, пастбищным скотоводством и сельским хозяйством, достигла своего наивысшего расцвета во времена железного века благодаря многочисленным рудникам расположенным в Камонике.
Большой интерес историков к этой народности вызван также многочисленными наскальными рисунками в долине Камоника, то есть в местах проживания камунов. Их обнаружено примерно 300 000 (самая высокая плотность наскальных рисунков в Европе). Они относятся к промежутку времени от мезолита до Средневековья, то есть лишь небольшая их часть имеет отношение к собственно камунскому народу. Одним из самых известных петроглифов считается «камунская роза», которая была принята в качестве официального символа области Ломбардия.
Камуны обладали, скорее всего, своим особенным языком. На камунском языке не сохранилось ни книг, ни текстов, только надгробные и наскальные надписи, составленные с использованием северо-этрусского алфавита.

## Камунский народ
Страбон указывал на то, что камуны были родственны ретам — в этом случае камунский язык относился к тирренским языкам:
Ἑξῆς δὲ τὰ πρὸς ἕω μέρη τῶν ὀρῶν καὶ τὰ ἐπιστρέφοντα πρὸς νότον Ῥαιτοὶ καὶ Ὀυινδολικοὶ κατέχουσι, συνάπτοντες Ἐλουηττίοις καὶ Βοίοις· ἐπίκεινται γὰρ τοῖς ἐκείνων πεδίοις. Οἱ μὲν οὖν Ῥαιτοὶ μέχρι τῆς Ἰταλίας καθήκουσι τῆς ὑπὲρ Οὐήρωνος καὶ Κώμου. Καὶ ὅ γε Ῥαιτικὸς οἶνος, τῶν ἐν τοῖς Ἰταλικοῖς ἐπαινουμένων οὐκ ἀπολείπεσθαι δοκῶν, ἐν ταῖς τούτων ὑπωρείαις γίνεται· διατείνουσι δὲ καὶ μέχρι τῶν χωρίων, δι' ὧν ὁ Ῥῆνος φέρεται· τούτου δ' εἰσὶ τοῦ φύλου καὶ Ληπόντιοι καὶ Καμοῦνοι. Οἱ δὲ Ὀυινδολικοὶ καὶ Νωρικοὶ τὴν ἐκτὸς παρώρειαν κατέχουσι τὸ πλέον· μετὰ Βρεύνων καὶ Γεναύνων, ἤδη τούτων Ἰλλυριῶν. Ἅπαντες δ' οὗτοι καὶ τῆς Ἰταλίας τὰ γειτονεύοντα μέρη κατέτρεχον ἀεὶ καὶ τῆς Ἐλουηττίων καὶ Σηκοανῶν καὶ Βοίων καὶ Γερμανῶν. Ἰταμώτατοι δὲ τῶν μὲν Ὀυινδολικῶν ἐξητάζοντο Λικάττιοι καὶ Κλαυτηνάτιοι καὶ Ὀυέννωνες, τῶν δὲ Ῥαιτῶν Ῥουκάντιοι καὶ Κωτουάντιοι.
Страбон
География IV, 6.8
Перевод:
Далее, по порядку следуют части гор, обращенные к востоку и к югу; их занимают реты и винделики, области которых примыкают к областям гельветов и бойев, ибо их территории лежат вблизи равнин этих племен. Область ретов простирается до части Италии, расположенной над Вероной и Комом (между прочим, «ретийское» вино, которое, как кажется, не уступает прославленным сортам вин италийских областей, производится у подошвы Ретийских Альп), а также доходит до местностей, по которым протекает Рен; к этому племени принадлежат лепонтии и камуны. Винделики и норики занимают большую часть внешней стороны предгорья вместе с бреунами и генаунами (последние принадлежат уже к иллирийцам). Все эти племена от времени до времени совершали набеги не только на соседние части Италии, но также на страну гельветов, секванов, бойев и германцев. Ликаттии, клаутенатии и венноны являлись самыми отважными воинами среди всех винделиков, а среди ретов — рукантии и котуантии.
Примечание: камунский язык не следует путать с камонским диалектом восточно-ломбардского языка, распространённого в Камонской долине наряду с итальянским.